# Orlando Thunder
Gli Orlando Thunder sono stati una squadra di football americano, di Orlando, negli Stati Uniti d'America.

## Storia
La squadra è stata fondata nel 1991 e ha chiuso al termine della stagione successiva; ha disputato un World Bowl, perdendolo contro i Sacramento Surge.